# Зубчасто-пасова передача

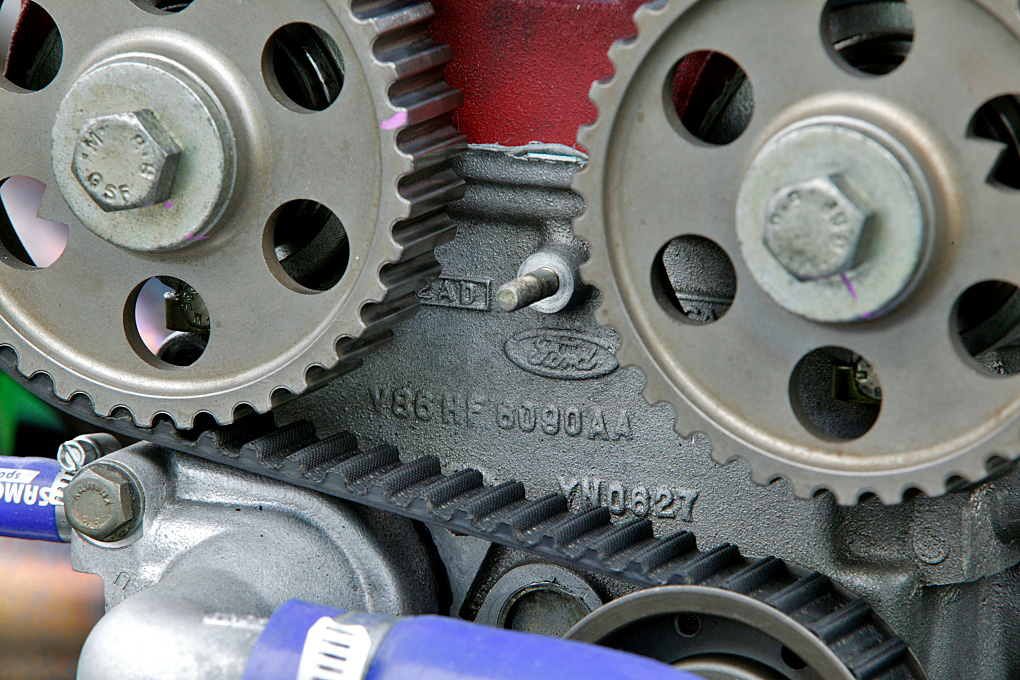
Зубчасто-пасова передача механізму газорозподілу двигуна Ford

Зу́бчасто-па́сова переда́ча — вид механічної передачі, що конструктивно має вигляд пасової передачі у яких плоский приводний пас на внутрішньому боці має зубці трапецієподібної форми, а шківи — відповідні їм зубці на ободі. Така передача працює за принципом зачеплення, а не тертя.

## Переваги
Зубчасто-пасові передачі поєднують у собі переваги пасових і ланцюгових передач.
Переваги зубчасто-пасових передач:
- висока навантажувальна здатність і довговічність;
- відсутність проковзування;
- компактність (зубчасті шківи можуть мати невеликі діаметри);
- порівняно невисокі початковий натяг і навантаження на вали;
- можна забезпечити великі передаточні числа (u ≤ 12);
- малошумність у роботі;
- не потребують змащування.

## Технічні параметри
Застосовують у широкому діапазоні потужностей (0,2..500 кВт), при частотах обертання від 6000 об/хв (для навантажених приводів) до 18000 об/хв (для кінематичних приводів) та колових швидкостях 0,5..80 м/с.
ККД досягає 95..99 %.

## Конструктивні особливості
Згідно з чинними галузевими стандартами, основні параметри зубчасто-пасової передачі беруть такими:
- модуль зубців m = Р/π,

де Р — крок зубців паса;
- висота зубців h = 0,6m;
- найменша товщина зубців s = m;
- кут профілю зубців 2β = 50° або 40°;
- товщина паса у впадинах Н = m + 1 мм;
- розрахункова довжина паса L = πmzп,

де zп — число зубців паса.
Рекомендують такі значення модулів m, мм: 2; 3; 4; 5; 7 і 10. Мінімальні числа зубців меншого шківа: z1 = 16…20 при m = (2…5) мм; z1 = 20…26 при m = (7…10) мм.
Ширину паса обирають в залежності від модуля m =2 мм (b = 8, 10 f, j 12,5 мм); m = 3 мм (b = 12,5, 16, 20 мм); m = 4 мм (b = 20, 35, 32, 40 мм); m = 5 мм (b = 25, 32, 40, 50 мм); m = 7 та 10 мм (b = 50, 63, 80 мм).
Діаметри ділильних кіл шківів d1 = mz1; d2 = mz2. Зовнішні діаметри шківів для зубчастих пасів da1; = d1 — 2∆; da2, = d2 — 2∆, де при діаметрі троса 0,3…0,4 мм ∆ = 0,6 мм, а при діаметрі троса 0,65…0,80 мм ∆ = 1,3 мм. Діаметри кола впадин df1 = da1 — 1,8m; df2 = da2 — 1,8m. Між пасом та шківом рекомендуються зазори: бічний f = (0,25… 0,40)m і радіальний e = (0,25…0,35)m. Ширину шківа приймають B = b + m

## Матеріали для виготовлення
Використання принципу передачі руху зубчастим пасом було запропоновано давно, але його практичне використання стало можливим тільки з появою нових матеріалів — високоякісних пластмас. Зубчасті паси виготовляють із еластичної маслостійкої гуми або пластмаси і армують сталевими тросиками або поліамідними нитками. Шківи можна виготовляти із сталі, чавуну, легких сплавів та пластмас.